# Proteus (électronique)
 (décembre 2024).
Pour les articles homonymes, voir Proteus.
La CAO électronique Proteus est une suite logicielle, éditée par la société Labcenter Electronics et revendue en France exclusivement par Multipower. Proteus est actuellement (2020) la seule CAO électronique qui permet la conception d'un système électronique complet et de le simuler, y compris avec le code des microcontrôleurs. Pour ce faire, elle inclut un éditeur de schéma (ISIS), un outil de placement-routage (ARES), un simulateur analogique-numérique, un environnement de développement intégré pour microcontrôleurs, un module de programmation par algorigrammes ainsi qu'un éditeur d'interface pour smartphone afin de piloter à distance des cartes Arduino ou Raspberry Pi.
Proteus est composé de différents packages qui sont: Proteus PCB (Printed Circuit Board) pour le circuit imprimé, Proteus VSM pour la simulation, Proteus Visual Designer/IoT Builder pour Arduino/Raspberry pour développer des projets comparables à ceux conçus avec des outils tels que Scratch et App inventor.

## Fonctionnalités
Proteus permet de saisir les schémas électronique (ISIS), soit en page simple, soit en hiérarchique. L'environnement de saisie est entièrement paramétrable, si bien qu'il est possible de lui appliquer des skins. La saisie schématique est simple et intuitive, Proteus est une des logiciels CAO les plus simples et intuitive qui existe, tout en restant un outil très puissant pour réaliser des ensembles complexes[source secondaire nécessaire].
Un éditeur de nomenclature fait également partie de la suite.  
L'environnement de routage (ARES) permet de réaliser les circuits imprimés. 
Les données de sortie sont aux standards industriels (Gerber, Excellon (en), ou encore ODB++ par exemple), mais il est aussi possible d'exporter des PDF, DXF ou autres fichiers graphiques.